# Tucson
Tucson és una ciutat de la part sud d'Arizona, Estats Units, situada en la regió coneguda com el Desert de Sonora. És una de les principals ciutats del corredor del Sol i la més poblada del sud d'Arizona. També és la segona ciutat en grandària després de Phoenix i la principal dins de l'àrea de La Mesilla. És seu de la Universitat d'Arizona. En el cens de 2010 tenia 520.116 habitants i una densitat poblacional de 884.53 persones per km².

## Topònim
El topònim tucsón prové de la paraula espanyola d'origen pàpago Cuk Ṣon tʃʊk ʂɔːn, que significa al peu de la muntanya del manantial negre, en referència a un pic volcànic pròxim. Arriba al castellà l'any 1776, amb la fundació del presidi de Sant Agustí del Tucsón. Posteriorment, amb la venda de la Mesilla, la ciutat passa a domini nord-americà i, per tant, a l'idioma anglès.

## Geografia
Segons l'Oficina del Cens dels Estats Units, Tucson té una superfície total de 588.02 km², dels quals 587.17 km² corresponen a terra ferma i (0.14%) 0.84 km² és aigua. La ciutat descansa a una vall de gairebé 1300 quilòmetres quadrats, envoltada per cinc serralades prominents, tres amb cims que s'aproximen o depassen els 2700 metres d'altura. El panorama urbà de la ciutat de Tucson es caracteritza per les serres que envolten a la ciutat. Molt prop de la ciutat se situa la serra de Santa Catalina al nord, la serra del Rincón a l'est i la serra de Tucson en el costat occidental. Una mica més allunyada es troba la serra de Santa Rita, que domina la vista sud de la ciutat. Les temperatures són temperades a la primavera, tardor i hivern, però ascendeixen a l'estiu. L'ecologia sorprenentment rica es reabasta amb dues temporades de pluja.
La cota màxima de la ciutat és de 728 msnm. Tucson se situa sobre una plana al·luvial en el desert de Sonora, envoltada per cinc serres menors: la serra de Santa Catalina i la serra de las Tortolitas al nord, la serra de la Santa Rita al sud, la serra del Rincón a l'est i la serra de Tucson a l'oest. La màxima elevació de la serra de Santa Catalina se situa en la muntanya Limón a uns 2.791 m, la qual cosa el converteix en el punt més al sud per a esquiar en el territori continental dels EUA, mentre que la serra de Tucson arriba als 1.429 m del pic Wasson Peak. El punt més alt de l'àrea és el pic Wrightson, que es troba en la serra de la Santa Rita a uns 2.881 msnm.

## Història
Tucson està situat enmig d'un assentament indígena de 10 mil anys, i es distingeix per ser la regió habitada contínuament més antiga de l'hemisferi nord. El missioner jesuïta Eusebio Francisco Kino va visitar la vall del riu Santa Creu l'any 1692, i va fundar la missió de Sant Xavier del Bac l'any 1700 a uns 12 km riu amunt de l'assentament actual de Tucson. Un convent separat es va fundar riu avall del riu Santa Creu, prop del que avui es coneix com a muntanya "A". Posteriorment Hugo O'Conor, al comandament de milícies espanyoles, va establir una fortificació que es va denominar Presidi Reial de Sant Agustí del Tucsón el 20 d'agost de 1775 (prop de la cort d'apel·lacions del comtat de Pima). Durant el període del presidi espanyol, Tucson era assotat per freqüents atacs dels indis apatxe en el que es va conèixer com a Segona Batalla de Tucson. Successivament el poble es va denominar Tucson i va passar a formar part de Mèxic a partir de la independència d'Espanya l'any 1821.
En l'època del territori de Nou Mèxic i a inicis de la formació de l'estat, Tucson era la principal ciutat d'Arizona i el seu centre comercial, mentre que Phoenix era la seu del govern (des de 1889) i de l'agricultura. La creació de l'aeroport municipal de Tucson va augmentar la importància de la ciutat. Entre els anys 1910 i 1920 la ciutat de Phoenix va sobrepassar en població a Tucson i va continuar mantenint taxes majors de creixement. En els últims anys, tant Tucson com Phoenix han experimentat les taxes més altes de creixement als Estats Units.
Encara se li anomena el Poble Vell pel presidi de tova que al principi delineava les seues fronteres. Amb el pas de tres segles, Tucson ha evolucionat del seu passat com a lloc militar espanyol cap a un poble fronterer amb polseguera, posteriorment una central de ferrocarrils de l'època territorial, i en l'actualitat una ciutat madura reconeguda com una de les zones de major creixement als Estats Units.

## Demografia
Segons el cens de 2010, hi havia 520.116 persones residint en Tucson. La densitat de població era de 884.53 hab./km². Dels 520.116 habitants, a nivell racial Tucson estava compost per un 69.72% de blancs, el 5% eren afroamericans, el 2.72% eren amerindis, el 2.87% eren asiàtics, el 0.22% eren illencs del Pacífic, el 15.23% eren d'altres races i el 4.23% pertanyien a dos o més races. Del total de la població, el 41.59% eren hispans o llatins de qualsevol raça.

## Personatges il·lustres
- Gabrielle Giffords (1970), congressista dels Estats Units del Partit Demòcrata.